# Yasuji Murata
Yasuji Murata (村田安司?, Murata Yasuji; Yokohama, 24 gennaio 1896 – Giappone, 2 novembre 1966) è stato un animatore giapponese. Pioniere dell'animazione giapponese, studiando le tecniche dell'animazione da Sanae Yamamoto Murata creò numerosi film educativi negli studi di Yokohama Cinema utilizzando personaggi quali Momotarō e Norakuro. Insieme a Noburō Ōfuji è conosciuto come maestro della Cutout animation. Tra i suoi allievi vi fu Yoshitarō Kataoka.

## Filmografia parziale
- Dōbutsu Orimupikku taikai (1928)
- Tarō-san no kisha (1929)
- Saru Masamune (1930)
- Oira no yakyū, 1930
- Sora no Momotarō, 1931
- Norakuro gochō (1934)